# Pazisi-stadion
Pazizi-stadion är en stadion i hamnstaden Poti i Georgien. Den används främst till fotbollsmatcher, och fungerar som fotbollsklubben FK Kolcheti-1913 Potis hemmaarena. Stadion har en publikkapacitet på 6 000 åskådare.